# Jordi Villacorta i Garcia
Jordi Villacorta i Garcia (Barcelona, 14 de febrer de 1949 - 15 d'agost de 2018) fou un jugador d'hoquei sobre patins català de les dècades de 1970 i 1980.

## Trajectòria
Començà a practicar l'hoquei a La Salle Bonanova, passant a continuació als equips inferiors del FC Barcelona, club on jugà la resta de la seva carrera esportiva. Ja en categories inferiors destacà, guanyant un campionat d'Espanya amb el Barcelona (1967), i dos d'Europa amb la selecció espanyola. A partir de 1969 puja al primer equip, on visqué una època daurada a nivell de títols, amb 9 copes d'Europa, 8 lligues o 5 copes espanyoles, com a títols més destacats. Es retirà de la pràctica activa el 1984.
Amb la selecció espanyola jugà entre 1971 i 1980 i guanyà dos campionats del Món i un d'Europa.
El març de 2019 va rebre un homenatge in memoriam en la Gala del Patinatge Català.

## Palmarès
FC Barcelona
- Copa d'Europa:
  - 1972-73, 1973-74, 1977-78, 1978-79, 1979-80, 1980-81, 1981-82, 1982-83, 1983-84
- Copa Continental:
  - 1979-80, 1980-81, 1981-82, 1982-83, 1983-84
- Copa Intercontinental:
  - 1983
- Lliga d'Espanya:
  - 1973-74, 1976-77, 1977-78, 1978-79, 1979-80, 1980-81, 1981-82, 1983-84,
- Copa d'Espanya:
  - 1972, 1975, 1978, 1979,1981

Espanya
- Campionat del Món:
  - 1972, 1980
- Campionat d'Europa:
  - 1979
- Copa de les Nacions:
  - 1980
- Campionat d'Europa Júnior:
  - 1966, 1968